# Walnut Creek (Arizona)
Walnut Creek es un lugar designado por el censo ubicado en el condado de Mohave en el estado estadounidense de Arizona. En el Censo de 2010 tenía una población de 562 habitantes y una densidad poblacional de 141,36 personas por km².

## Geografía
Walnut Creek se encuentra ubicado en las coordenadas 35°7′52″N 114°7′36″O / 35.13111, -114.12667. Según la Oficina del Censo de los Estados Unidos, Walnut Creek tiene una superficie total de 3.98 km², de la cual 3.98 km² corresponden a tierra firme y (0%) 0 km² es agua.

## Demografía
Según el censo de 2010, había 562 personas residiendo en Walnut Creek. La densidad de población era de 141,36 hab./km². De los 562 habitantes, Walnut Creek estaba compuesto por el 95.37% blancos, el 0.36% eran afroamericanos, el 0.71% eran amerindios, el 0.18% eran asiáticos, el 0% eran isleños del Pacífico, el 1.6% eran de otras razas y el 1.78% pertenecían a dos o más razas. Del total de la población el 5.87% eran hispanos o latinos de cualquier raza.